# Acacia ligustrina
Acacia ligustrina är en ärtväxtart som beskrevs av Meissner. Acacia ligustrina ingår i släktet akacior, och familjen ärtväxter. Inga underarter finns listade i Catalogue of Life.